# Via Nanchino
Via Nanchino (in cinese 南京路S, Nánjīng LùP) è la via commerciale più famosa e più trafficata di Shanghai. È una delle vie commerciali più affollate al mondo insieme con la Quinta Strada, Oxford Street, Orchard Road, Via Takeshita e gli Champs-Élysées. La strada deve il suo nome a Nanchino, capitale della provincia dello Jiangsu e capitale della Repubblica Cinese. Ad oggi, la via e suddivisa in due sezioni: Via Nanchino orientale e Via Nanchino occidentale. Collocata nel centro della città, si dirama da ovest a est con una lunghezza totale di 5,5 km. La sezione orientale si trova nel distretto di Huangpu e si estende dal Bund a Piazza del Popolo. La sezione occidentale inizia a Piazza del Popolo e segue in direzione ovest verso il distretto di Jing'an.
Su questa via si affacciano moltissimi negozi e centri commerciali; gli alberghi più famosi ed eleganti sono il Sofitel, il Royal Meridien, il Radisson Shanghai e il Marriott Tomorrow Square. 
Sul lato est, via Nanchino interseca la camminata del Bund di Shanghai, da dove è possibile ammirare l'avveniristico panorama urbano del Pudong, il distretto finanziario della città, nonché quartiere di più recente costruzione. Nell'incrocio tra via Nanchino e la strada di Fujian si trova un famoso bar italiano, il "bar tazza d'oro", molto frequentato dai turisti.

## Storia

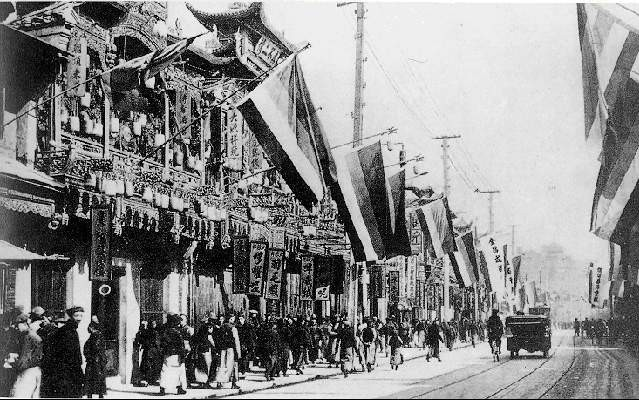
Via Nanchino dopo la Rivoluzione cinese del 1911 piena di bandiere del Cinque razze sotto un'unica unione, usate all'epoca dai rivoluzionari

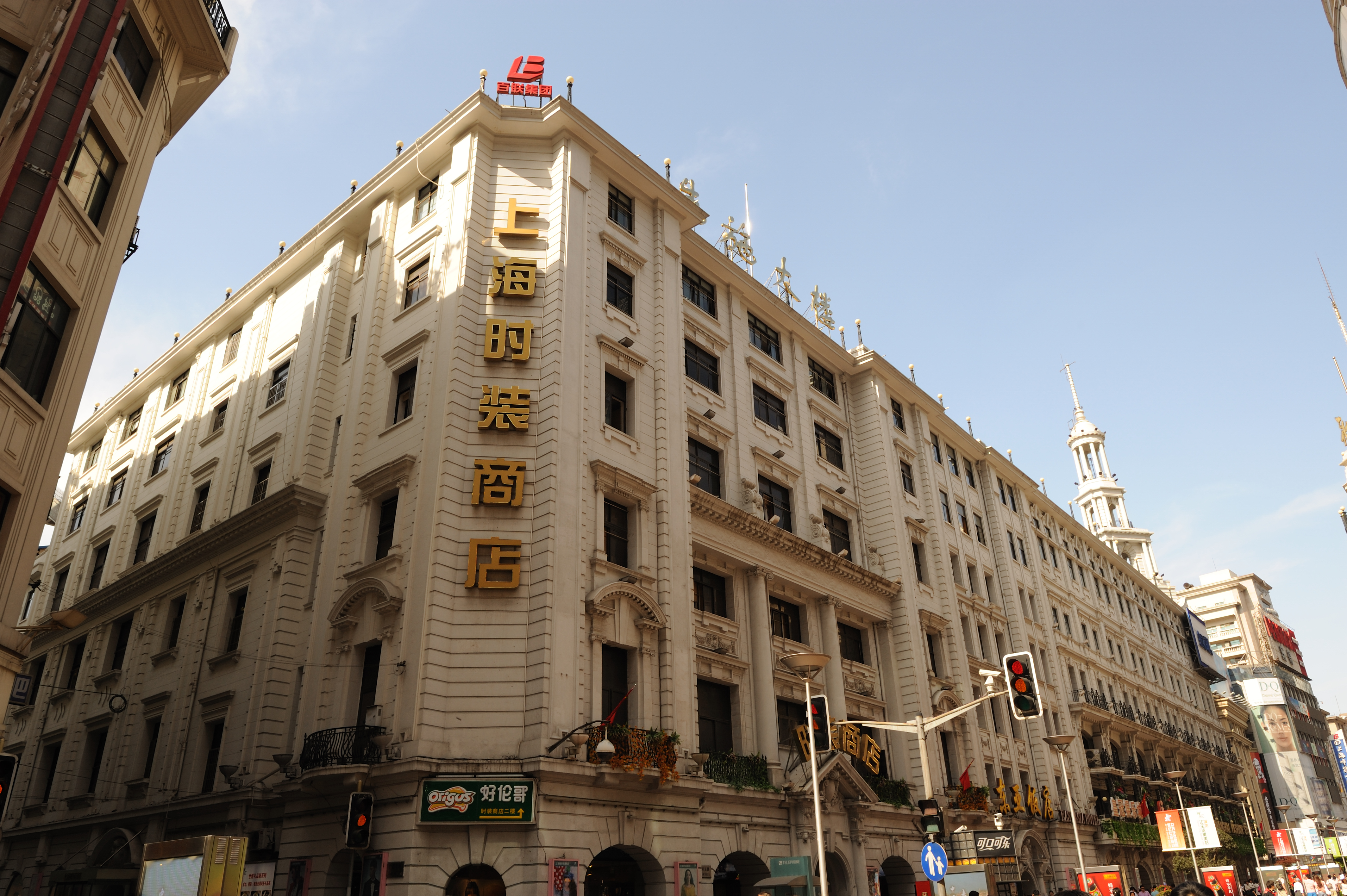
Negozio di moda di Shanghai

La storia di via Nanchino inizia nel 1845, quando era ancora chiamata "stradina del parco" e si estendeva dal Bund fino a via He'nan. Nel 1854, comprendeva anche via Zhejiang e, otto anni dopo, si estese fino a via Xizang. Nel 1862, il Consiglio Municipale, che amministrava la Concessione internazionale, la chiamò ufficialmente "via Nanchino". Solitamente, in cinese viene chiamata "Strada Principale" (大马路S, Dà MǎlùP). Nel 1943, la Concessione internazionale fu annullata e, dopo la Seconda guerra mondiale, il governo cambiò il suo nome da "via Nanchino" a "via Nanchino Est", mentre "via Bubbling Well" venne rinominata "via Nanchino Ovest". Il nome generico delle due strade divenne "via Nanchino" e contava una lunghezza totale di cinque chilometri.
All'inizio del XX secolo, lungo la strada furono aperti otto grandi magazzini. 
Il 14 agosto 1937, un aereo da guerra cinese che tentava di bombardare la nave giapponese Izumo mancò il bersaglio, sganciando quattro bombe sulle affollate strade vicine, due delle quali caddero su via Nanchino. Circa 2.000 persone furono uccise dalle quattro bombe.
Nel 2000, nell'ambito del piano di sviluppo promosso dall'amministrazione locale, via Nanchino fu ristrutturata per diventare una caratteristica isola pedonale. È larga circa 28 metri, lunga 1.200 metri e si estende da via He'nan a via Xizang.
Nel 2007, i governi di Jing'an e Huangpu hanno concordato di coordinare le loro politiche per promuovere lo sviluppo di via Nanchino, attraverso l'istituzione di un comitato ad hoc. Questo accordo ha fatto seguito a una richiesta del comitato degli Champs-Elysées nell'ottica di un accordo di amicizia tra le due famose strade.
Nel 2019-2020, il tratto tra via Henan e il Bund è stato convertito in zona pedonale, estendendo il centro commerciale pedonale verso est fino al Bund.

## Trasporti
Via Nanchino è percorsa dalla linea 2 della metropolitana di Shanghai e comprende le seguenti stazioni:
- 南京东路S, Nánjīng Dōng LùP, lett. "Via Nanchino Est": un'intersezione tra via Nanchino Est e via Henan centrale. È attraversata anche dalla Linea 10;
- 人民广场S, Rénmín GuǎngchǎngP, lett. "Piazza del Popolo": la stazione in Piazza del Popolo, al centro di via Nanchino. Attraversando via Tibet centrale da questa stazione si raggiunge l'estremità occidentale della zona pedonale della strada. L'incrocio tra via Nanchino e via Tibet centrale è il punto di divisione tra via Nanchino Est e Ovest. Questa stazione è attraversata anche dalle Linee 1 e 8;
- 南京西路S, Nánjīng Xī LùP, lett. "Via Nanchino Ovest", attraversata anche dalle Linee 12 e 13;
- 静安寺S, Jìng'ān SìP, lett. "Tempio di Jing'an".

## Eventi
I turisti e gli ospiti spesso festeggiano varie festività in via Nanchino, come il Capodanno cinese, la notte di San Silvestro, il Natale e la Pasqua. Alcune parti degli edifici e dei centri commerciali che si vedono di fronte alla via possono ospitare spettacoli pirotecnici visibili dalla strada.